# Falevai (Upolu)
Falevai ist eine Siedlung im Inland des politischen Bezirks (itūmālō) Aʻana des Inselstaats Samoa auf der Insel Upolu.

## Geographie
Der Ort liegt zusammen mit Samaʻi und Matānofo in einer Bucht am Asia Point, nordwestlich der Landzunge von Cape Mulitapuʻili, zwischen Faleaseela und Matautu.
Im Ort mündet der Falevai River ins Meer.